# Szklany most w Pingshan
Szklany most w Pingshan – najdłuższy na świecie most wiszący, którego nawierzchnia wykonana jest z przezroczystego szkła. Obiekt, znajdujący się w chińskim powiecie Pingshan (prefektura Shijiazhuang, prowincja Hebei) jest atrakcją turystyczną dla pieszych. Mierzy 488 metrów długości, 4 metry szerokości, a zainstalowany jest nad około 220-metrową przepaścią. Most został otwarty w grudniu 2017.
Podobne konstrukcje w Chinach znajdują się w Zhangjiajie (Szklany most w Zhangjiajie) i w górach Taihang Shan (East Taihang Glasswalk).